# Ofensiva de Jobar (2017)
 La ofensiva de Jobar de 2017 fue una operación militar lanzada por el Ejército Árabe Sirio y aliados contra posiciones rebeldes en las afueras del este de la ciudad de Damasco, principalmente en el barrio de Jobar y Ayn Tarma.

## Contexto
Jobar ha sido el último bastión importante de rebeldes en la ciudad del este de Damasco desde que la SAA recuperó el control total sobre los distritos de Qaboun y Barzeh a principios de mayo de 2017. 
Del 14 al 18 de junio de 2017, la Fuerza Aérea Árabe Siria lanzó decenas de ataques aéreos y de artillería en Jobar para prepararse para la ofensiva.

## La ofensiva
El 20 de junio, las fuerzas del gobierno sirio lanzaron una importante operación militar en el suburbio de Jobar , en el este de Damasco, en un intento por capturar este bastión rebelde de larga data. Antes del ataque por tierra, la Fuerza Aérea Rusa junto con la Fuerza Aérea Árabe Siria atacaron las posiciones de los rebeldes en Jobar, Ayn Tarma y Zamalka con un intenso bombardeo que estaba en curso desde las horas previas al amanecer. El 21 de junio, según informes, los militares hicieron avances tanto en Jobar como en el área de Ain Terma. La Red Siria por los Derechos Humanos informó sobre las denuncias de activistas locales de un ataque químico en el norte de Jobar el 22 de junio.
El 24 de junio, el ejército sirio capturó el valle de Ayn Tarma de la Legión al-Rahman , además de las partes del sur de la ciudad de Ayn Tarma. Un contraataque rebelde fue repelido el 26 de junio.  El 28 de junio, el ejército sirio avanzó dentro de Ayn Tarma, asegurando áreas cerca de la estación de combustible Sunbul y el garaje Ayn Tarma, mientras que en Jobar capturaron algunos puntos en el distrito de Taybah, cerca de la Gran Mezquita.
El 29 de junio, el ejército sirio controlaba casi todos los edificios cercanos a la estación de combustible de Sunbul y también capturó el cruce de Ayn Tarma, poniendo en peligro la principal ruta de suministro de los rebeldes a Jobar. El 2 de julio, la Brigada 105 de la Guardia Republicana capturó alrededor de 15 bloques de construcción al este de la autopista M5, y luego capturó la mayor parte de los barrios del sur de Ayn Tarma.  La Legión al-Rahman y la Red Siria por los Derechos Humanos informaron que Ayn Tarma sufrió un ataque de gas cloro; el Ejército sirio declaró que esto era solo una reivindicación que el grupo rebelde estaba usando para justificar sus recientes pérdidas.
El 5 de julio, las operaciones del Ejército sirio se reanudaron en Jobar y Ayn Tarma, y el Ejército capturó varios puntos en el área de Taybah de la primera y la mayor parte del Triángulo de Ayn Tarma se capturó en la segunda.  Al mismo tiempo, Jaysh al-Islam aprovechó la situación que asolaba las ciudades de Beit Sawa y Al-Ashari.  Cuatro días después, el Ejército llegó al centro del triángulo Ayn Tarma y comenzó a empujar hacia el norte. Los ataques aéreos del gobierno continuaron hasta mediados de julio contra Ayn Tarma, Hazzah y Zamalka como parte de la ofensiva de Jobar, con muchas bajas.
El 22 de julio, Egipto , Rusia , Jaysh al-Islam y el Movimiento del Mañana de Siria negociaron un alto el fuego en Ghouta Oriental.  Sin embargo, la Legión Rahman y Tahrir al-Sham fueron excluidos del alto el fuego. Al día siguiente, Ayn Tarma, así como Harasta, Arbeen y Douma, fueron golpeados por varios ataques aéreos. Más enfrentamientos entre la Legión Rahman y el Ejército sirio surgieron durante la noche entre el 25 y el 26 de julio.
El 8 de agosto, los combates se intensificaron en Ayn Tarma y otros distritos en el este de Damasco.  La Legión Rahman apuntó a varios vehículos del ejército sirio en el frente.  Para el 9 de agosto, decenas de artillería y ataques aéreos golpearon posiciones rebeldes en el distrito.
El 12 de agosto se informó que la SAA avanzó en la rotonda de Al-Manasher y en el barrio árabe de Jobar.  Sin embargo, al día siguiente, una explosión de una bomba en un túnel rebelde mató a entre 16 y 20 soldados en el distrito de Jobar. Sin embargo, el Ejército sirio hizo nuevos progresos el 14 de agosto, ya que empujaron más hacia el sur desde la rotonda al-Manasher, capturando varios bloques de construcción al este de la sala de deportes Jobar.

## Consecuencias - continúa la lucha
Las fuerzas del gobierno sirio continuaron bombardeando ciudades y aldeas en Guta oriental en Rif Dimashq durante los últimos meses de agosto y principios de septiembre, junto con operaciones terrestres en torno a Jobar y Ayn Tarma, dirigidas al alto el fuego firmante de la Legión al-Rahman y otros grupos rebeldes.
El 25 de septiembre de 2017, el Ejército sirio, liderado por la Guardia Republicana y la 4ª División Blindada , informó que había atravesado los frentes rebeldes a lo largo del eje Jobar-Ayn Tarma, lo que resultó en la captura de 30 bloques de construcción, algunas de las cuales fuentes gubernamentales han dicho fueron demolidos por los rebeldes para frustrar nuevas ganancias del ejército.  El 26 de septiembre, SOHR reportó fuertes bombardeos de áreas edificadas en Jobar.  Los combatientes de la Legión Rahman murieron y resultaron heridos después de que un ataque de artillería preplanificado los golpeara mientras maniobraban en una carretera abierta cerca de la línea del frente en Ayn Tarma el 27 de septiembre.  Al día siguiente, la Legión Rahman detonó un complejo de túneles subterráneos, lo que provocó una devastación masiva en toda la parte occidental de Ayn Tarma y la muerte de 45 soldados del Ejército Sirio con docenas de heridos.  Posteriormente, hubo una escalada de la lucha hasta el 15 de octubre, cuando los combatientes rebeldes bombardearon la Ciudad Vieja de Damasco, matando a cuatro e hiriendo a nueve personas.  La Fuerza Aérea de Siria respondió con ataques aéreos sobre Misraba, Saqba y Ayn Tarma.